# Eballistraceae
Eballistraceae är en familj av svampar. Eballistraceae ingår i ordningen Georgefischeriales, klassen Exobasidiomycetes, divisionen basidiesvampar och riket svampar.
|                | Gjaerumiaceae                |
|                |                              |
|                | Georgefischeriaceae          |
|                |                              |
| Eballistraceae | \| \| Eballistra \| \| \| \| |
|                | \| \| Eballistra \| \| \| \| |
|                | Tilletiariaceae              |
|                |                              |
|                | Eballistra                   |
|                |                              |

|  | Eballistra |
|  |            |